# Mark Mazheika
Mark Mazheika (1 de julio de 2000) es un deportista de Bielorrusia que compite en atletismo. Ganó una medalla de plata en el Campeonato Europeo de Atletismo Sub-20 de 2019, en la prueba de triple salto.